# Elizabeth Ferrers, 6. Baroness Ferrers of Groby
Elizabeth Ferrers, 6. Baroness Ferrers of Groby (* um 1419; † um 23. Januar 1483) war eine englische Adlige.
Elizabeth Ferrers entstammte der alten Adelsfamilie Ferrers. Sie war die einzige Tochter von Henry Ferrers und Isabel de Mowbray. Ihr Vater war der älteste Sohn und Erbe von William Ferrers, 5. Baron Ferrers of Groby, ihre Mutter war eine Tochter von Thomas Mowbray, 1. Duke of Norfolk und dessen zweiten Frau Elizabeth FitzAlan. Ihr Vater starb bereits vor ihrem Großvater 1425. Elizabeth wurde mit dem Ritter Sir Edward Grey verheiratet, einem jüngeren Sohn von Reginald Grey, 3. Baron Grey de Ruthin.
Nach dem Tod ihres Großvaters 1445 erbte Elizabeth die Baronie Ferrers mit Groby Castle sowie aus eigenem Recht den Titel Baroness Ferrers of Groby. Für sie wurde ihr Mann am 14. Dezember 1446 in das Parlament berufen. Grey starb im Dezember 1457. Mit ihm hatte sie mehrere Kinder, darunter:
- Sir John Grey (um 1432–1461) ⚭ Elizabeth Woodville (1437–1492)
- Edward Grey, 1. Viscount L’Isle († 1492)
- Reynold Grey († 1460)
- Anne Grey ⚭ Sir Edward Hungerford
- Margaret Grey († 1483) ⚭ Sir Robert de Greystock († 1483), Sohn des 5. Baron Greystoke

Nach dem Tod von Edward Grey 1457 heiratete Elizabeth vor dem 2. Mai 1462 Sir John Bourchier († 1495), den vierten Sohn von Henry Bourchier, 1. Earl of Essex und von Isabel Grey. Diese Ehe blieb kinderlos. Elizabeth erlebte, wie ihre Schwiegertochter Elizabeth Woodville nach dem Tod ihres Mannes den englischen König Eduard IV. heiratete. Dieser erhob seinen Stiefsohn Thomas Grey, Elizabeths ältesten Enkel und Erben, zum Earl of Huntingdon und Marquess of Dorset. Elizabeth starb am oder kurz vor dem 23. Januar 1483, worauf Thomas Grey, 1. Marquess of Dorset auch den Titel Baron Ferrers of Groby erbte.